# 23742 Okadatatsuaki
23742 Okadatatsuaki è un asteroide della fascia principale. Scoperto nel 1998, presenta un'orbita caratterizzata da un semiasse maggiore pari a 2,2835919 UA e da un'eccentricità di 0,1429433, inclinata di 4,57193° rispetto all'eclittica.